# Aulagromyza lonicerina
Aulagromyza lonicerina är en tvåvingeart som beskrevs av Spencer 1981. Aulagromyza lonicerina ingår i släktet Aulagromyza och familjen minerarflugor.
Artens utbredningsområde är Kalifornien. Inga underarter finns listade i Catalogue of Life.